# Bière sans alcool

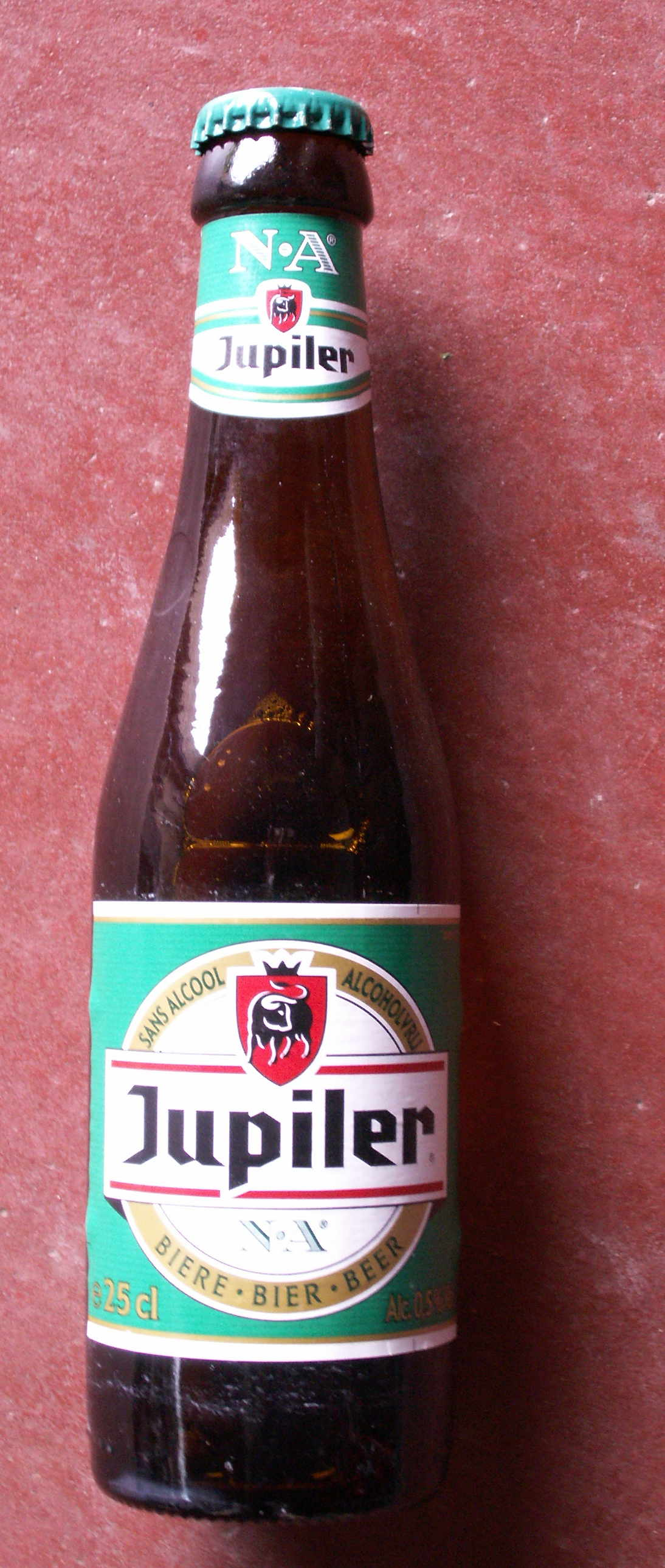
Bouteille de Jupiler NA à 0.5 ° d'alcool.

Une bière sans alcool est une bière à faible degré d'alcool dont la valeur est fixée par la règlementation du pays. En France, le titre alcoolique doit être inférieur à 1,2° (à titre de comparaison, le vin dit sans alcool présente un titre alcoolique de moins de 7°,). Ce taux correspond au taux en vigueur dans l'Union européenne.

## Procédé d'obtention
Selon la Birmingham Beverage Company, le processus de brassage comprend huit étapes de base (neuf pour les boissons sans alcool) :
1. Maltage - On trempe l'orge dans de l'eau pour permettre au grain de germer. Cette étape permet d'assouplir les molécules d'amidon et de commencer à les transformer en sucres. L'orge germée est ensuite séchée dans un four ; la température à laquelle les germes sont séchés influence la saveur du brassin.
2. Broyage - Le grain malté est ensuite broyé pour obtenir une consistance semblable à celle de la semoule de maïs, les sucres et l'amidons pourront ainsi se libérer plus facilement lorsqu'ils seront mélangés à l'eau.
3. Empâtage - Le grain malté et broyé est mélangé à de l'eau et pulvérisé. En pulvérisant cette bouillie (la maîche), la plupart des amidons restants sont transformés en sucres grâce aux enzymes présentes dans le malt ; les sucres se dissolvent ensuite dans l'eau. Le mélange est progressivement chauffé à 75 °C dans une cuve d'empâtage. La maîche est ensuite filtrée pour éliminer la majorité des particules solides. Ce liquide filtré est appelé le moût.
4. Brassage - Le moût est porté à ébullition pendant une à deux heures environ, phase pendant laquelle d'autres éléments tels que le houblon sont ajoutés pour modifier la saveur, la couleur et l'arôme du breuvage. Plusieurs réactions chimiques se produisent alors ainsi qu'une condensation du moût par réduction de la teneur en eau.
5. Refroidissement - Le moût est filtré, pour éliminer la majorité des éléments ajoutés pendant le brassage, puis immédiatement refroidi pour permettre à la levure de se développer au cours de l'étape suivante.
6. Fermentation - La fermentation est obtenue en saturant d'air le moût refroidi et en ajoutant des levures dans la cuve de fermentation. La variété des souches de levures utilisées est déterminante pour le goût et style de bière obtenu. Cette étape dure environ dix jours.
7. Maturation - La bière fraîchement fermentée est ensuite placée dans une cuve de conditionnement pour affiner son goût selon un processus similaire à celui de la vinification. Si cette étape est bâclée, la bière aura un mauvais goût du fait, notamment, de la présence d'acétaldéhyde ; les experts en bière parlent alors de « bière verte » en raison de son odeur de pomme verte[4],[5]. Au cours de ce processus de maturation, la majorité des particules résiduelles se déposent au fond de la cuve.
8. Désalcoolisation : une étape d'extraction de l'alcool est ajoutée juste avant la finition.
9. Finition - La bière est filtrée une dernière fois ; elle est ensuite gazéifiée et transférée dans une cuve de stockage avant être mise en bouteille ou en fût.

La plupart des bières à faible teneur en alcool, ou sans alcool, sont obtenues à partir de bières alcoolisées auxquelles on retire ensuite l'essentiel de leur alcool. Différents processus peuvent être utilisés à cet effet :
- Le moyen le plus simple, et le moins cher, est d'ajouter de l'eau jusqu'à l'obtention du degré d'alcool désiré[6].
- Le procédé le plus ancien est de chauffer la bière pour faire évaporer l'alcool. L'alcool étant plus volatil que l'eau, il s'évapore en premier lors de la montée en température et le taux d'alcool de la boisson diminue.
  - La plupart des brasseries modernes utilisent l'évaporation sous vide pour réduire le point d'ébullition et ainsi mieux préserver les saveurs et les aromes. Dans ce procédé, la bière est placée sous vide afin abaisser la température de transition entre la phase liquide et la phase gazeuse de l'alcool. Si le vide est suffisant, l'évaporation de l'alcool se produit à une température qui n'affecte pas, ou très peu, les aromes présents dans la bière (environ 40°)[7]. Il faut néanmoins apporter suffisamment de chaleur pour compenser l'enthalpie de vaporisation de l'alcool.

- Un procédé alternatif moderne utilise l'osmose inverse pour éviter d'avoir à chauffer la bière. Sous pression, la bière passe à travers un filtre polymère dont les pores sont suffisamment petits pour que seuls l'alcool et l'eau (et quelques acides volatils) puissent passer[8], un mélange sirupeux constitué d'hydrates de carbone complexes et de la plupart des composés aromatiques est ainsi séparé par le filtre. L'alcool est ensuite séparé du mélange d'alcool et d'eau obtenu après filtration en utilisant des méthodes de distillation conventionnelles. Après extraction de l'alcool, le mélange sirupeux est réintégré à l'eau et aux acides volatils qui restent après la distillation[9] ; il ne reste plus qu'à effectuer la carbonatation de la bière pour la rendre à nouveau gazeuse et la mettre en bouteilles ou en futs.
- Un autre procédé moderne est la « filtration sous vide en deux étapes ». Les saveurs et les arômes sont d'abord capturés sous un vide primaire, l'éthanol est ensuite extrait sous un vide plus poussé. Les saveurs, les arômes et le liquide restant sont ensuite recombinés pour créer une version non alcoolisée de la boisson de départ, tout en préservant la saveur, l'arôme et la couleur[10].

Une autre approche consiste à réduire la formation d'alcool pendant le processus de brassage afin de limiter les frais liés à la désalcoolisation de la bière. Les différentes méthodes comprennent l'utilisation de grains à faible teneur en sucre, comme le riz ou le maïs, ou de levures spécifiques qui transforment moins de sucre en alcool, la bière est alors plus sucrée. Pour diminuer la fermentation, on peut agir sur la température du moût, son acidité ou effectuer le brassage dans une atmosphère pressurisée. Ces méthodes peuvent être combinées à une fermentation limitée, dans laquelle le processus de fermentation est arrêté prématurément.
En France, une bière est considérée sans alcool lorsqu'elle titre moins de 1,2% d'alcool, en Belgique ce taux est de 0,5%. Généralement, la majorité des bières dites sans alcool vendues dans le commerce contient moins de 1° d'alcool (il convient de rappeler que 1 degré d'alcool correspond à 8 grammes d'alcool pur par litre). En Espagne ou au Japon, de nombreuses bières ont un taux d'alcool de 0%, ce type de bière est en augmentation partout dans le monde.

## Consommation
Le marché des bières sans alcool apparait comme relativement limité si l'on compare le nombre de références existantes face aux bières alcoolisées. Début 2017, le marché de la bière sans alcool représente 1,77% du marché total de la bière mais ne cesse de croître.En 2023, il est passé à 5,7 %. La majorité des bières sans alcool sont des bières blondes.
D'un point de vue social, les bières sans alcool portent souvent une connotation plutôt défavorable, et Heineken dut par exemple retirer la bière Buckler du marché des Pays-Bas à cause d'un sketch de l'humoriste Youp van 't Hek qui se moquait de son faible taux d'alcool,,,.
En outre, elles ont été présentées pendant des années comme des produits de substituts pour les personnes voulant limiter leur consommation d'alcool, donc conseillées aux alcoolo-dépendants, aux femmes enceintes, aux conducteurs « désignés » dans les soirées. Les efforts apportés par les producteurs pour qu'elles ne soient plus différentes d'un point de vue gustatif s'accompagnent de tentatives pour réhabiliter les bières sans alcool, notamment en tablant sur une comparaison avec un soda et non une bière.

### Bière sans alcool et Islam
Selon la religion musulmane, l'alcool est interdit. La tolérance est plus ou moins stricte vis-à-vis des bières sans alcool, allant de l'interdiction totale des actions visant à acheter ou participer au commerce de l'alcool incluant les substituts, à la tolérance pour les boissons dites sans alcool même avec de faibles taux (moins de 1 %) car il n'est pas possible d'être saoul avec un taux si faible, en passant par la limitation aux bières à 0,0 %, parfois appelées Halal. Sans distinction entre les taux, les bières sans alcool vendues au Moyen Orient représentent le tiers des ventes mondiales. En particulier, l'Iran, l'Arabie saoudite, l’Égypte et les Émirats arabes unis, pays respectant la tradition, en consomment.
La bière Delster est une bière sans alcool produite en Iran, et d'autres marques internationales comme Birell (0,49 % vol.) d'Heineken et Moussy de Carlsberg tentent de pénétrer ces marchés.

## Bières

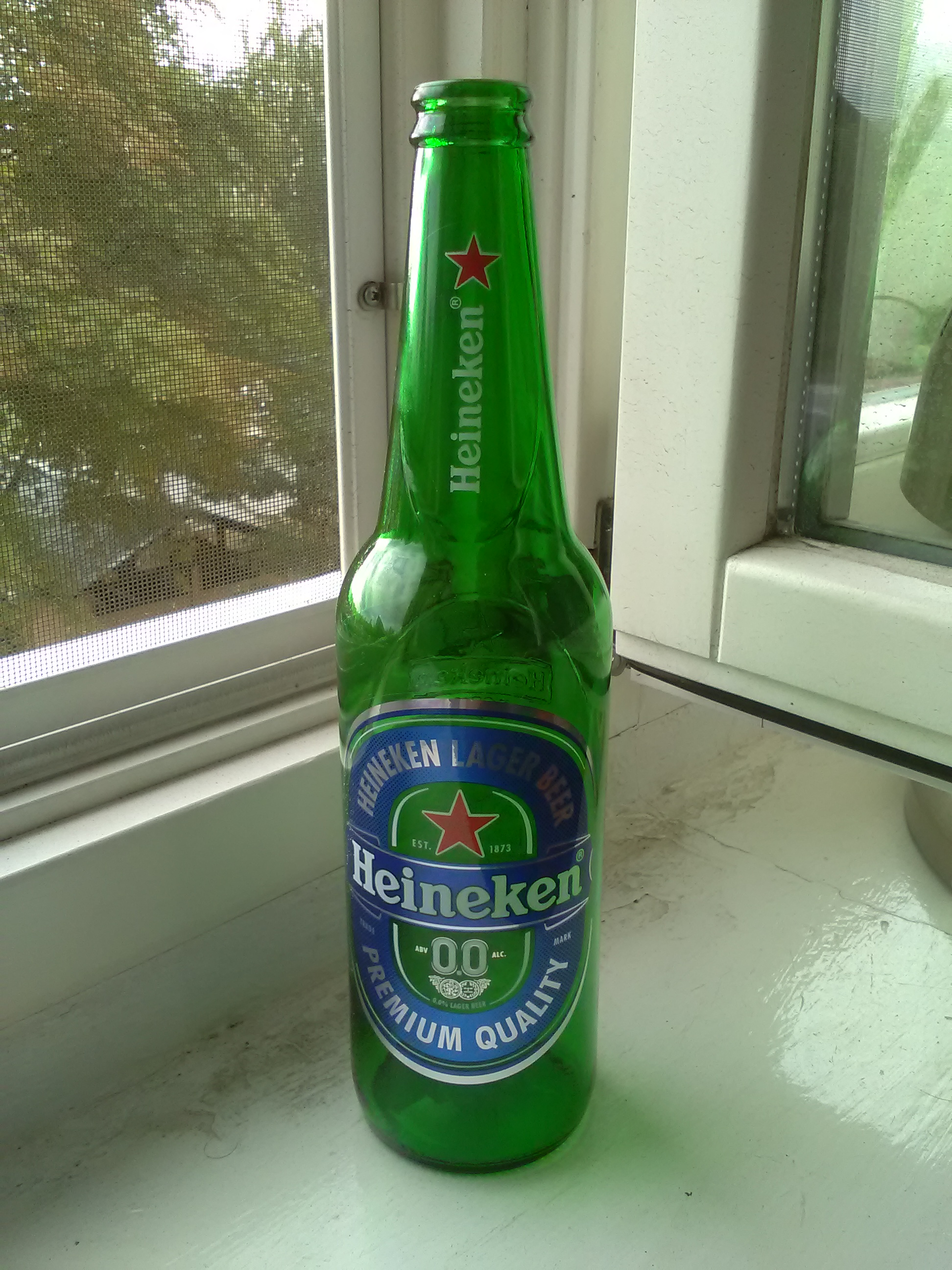
Heineken 0.0%.

Quelques marques de bière sans alcool :
- 1664 0,0 % (France)
- Alken-Maes - Maes ZérO % (sans alcool)
- Amstel 0.0 (Pays-Bas) (sans alcool)
- Appenzeller Sonnwendlig 0,0 % (Suisse)[24]
- Asahi Dry Zero Alc. 0,0 % (Japon)
- Baltika - Baltika nº0 « sans alcool » (pas plus de 0,5 %)
- BAPBAP - BANGBANG, Pale Ale sans alcool (0,3%)
- Bavaria - Bavaria Malt 0,0 %, Wit 0,0 % (blanche), IPA 0.0%, Rosé 0,0 % (blanche à la framboise), Pêche 0,0 % (Pays-Bas)
- Beck's Blue (pas plus de 0,5 %) (Allemagne)
- Bernard FREE (République tchèque)
- Bernard Jantar (République tchèque)
- Birell Nealko (République tchèque)
- Bitburger Drive 0,0 % (Allemagne)
- Blondyfree (au malt d'épeautre)
- BrewDog Nanny State (Écosse)
- Buckler 1,2 % (France)
- Cardinal 0,0% Sans Alcool (Suisse)[25]
- Celestia 0,0 % (Tunisie)
- Celta
- Clausthaler
- Corona Sunbrew 0.0% (Mexique)
- Erdinger
- Estrella Damm 0,0 (Catalogne)
- Feldschlösschen Alkoholfrei / Sans alcool 0,5 % (Suisse)
- Finkbraü Alkoholfrei / Sans alcool 0,5 % (Suisse)
- Gran Alpin Senza 0,0% (Suisse)[26]
- Grundel's  sans alcool
- Guinness 0.0 (Irlande)
- Heineken 0,0[27] (Pays-Bas)
- Hite Zero / 하이트 제로 (Corée du Sud)
- Hoegaarden 0,0 (blanche) ; rosée blanche à la framboise
- Jade Biologique 0.0%
- Jupiler - Jupiler N.A. (0,5 % d'alcool)
- Kirin Free 0,0 % (Japon)
- Kronenbourg sans alcool « pur malt »
- Labatt Bleue Désalcoolisée (Canada)
- Lech Free (Pologne)[28]
- Leffe 0,0% (Belgique)
- Mahou Sin (Espagne)
- Meteor Sans Alcool <1% (France)
- Obolon O (Ukraine)
- Peroni Nastro Azzurro 0,0 % (Italie)
- Pito (République tchèque)
- San Miguel 0,0 (Espagne)
- Sapporo Premium Alcohol Free Alc. 0,00 % (Japon)
- Schöfferhofer
- Sober Carpenter (Canada)
- Soif de Toi - pas plus de 0,5 % - produite par Brasserie de France à Beaune (France)
- Spelty (au malt d'épeautre)
- Staropramen Nealko (République tchèque)
- Steiger Nealko Tmavé (Slovaquie)[29]
- Suntory All-Free 0,0 (Japon)[30]
- Tourtel et ses variétés (France)
- Tumult
- Union Svetlo Bezalkoholno Pivo (Slovénie)
- VAN PUR Non-Alcoholic (Pologne)
- Zlatý Bažant Nealko (pas plus de 0,5 %) (Slovaquie)
- Zlatoprameň Nealko Svetlé (Slovaquie)
- Żywiec Premium (pas plus de 0,5 %) (Pologne)